# コードネームミラージュ
『コードネームミラージュ』（CODE:MIRAGE）は、2017年4月よりテレビ東京をはじめとして、TXN各局他で放送されていた連続テレビドラマ。CS放送のファミリー劇場でも一週遅れで放映されていた。全25話。
キャッチコピーは「俺はこの世に存在しない」。

## 概要
本作品はテレビゲームの「天外魔境シリーズ」・「サクラ大戦シリーズ」などで知られる広井王子が原作を手掛けており、戸籍などあらゆる存在証拠を抹消されたエージェントが組織からの命令を請け任務を果たす過程で、やがて国家を大きく変革しようとする人物への反逆へと発展していく物語を描く。
全体的な作風はノワールタッチで描かれ、シリアスかつハードボイルドな展開をベースとする。これは広井が知己の二宮清隆（東北新社エグゼクティブプロデューサー）からドラマ原作を依頼され、集まった主要スタッフとの様々なセッションを経て生み出した結果による。広井はストーリーの想起点を、「日本の刑事ドラマでありがちな“犯人への威嚇と逃亡阻止を目的として銃を空に向け発砲するシーン”が海外の人間からはギャグにしか見えない」というセンテンスから得たとされる。
上記のような経緯もあり、この作品の本放送枠で長らく放送されている特撮ドラマ『牙狼〈GARO〉』シリーズよりも特撮要素は控えめで、人間同士のリアルな近接格闘・銃闘戦や知略謀略が中心となっている。
本編は全25話だが、「第13話」と「第25話」に関しては総集編的な内容になっている。第13話はドブネズミがロビンと「ガールズトーク」をする形で、ミラージュを主とした登場人物たちをテーマに語り明かす。第25話についてはこれまでの物語を「ある人物たち」が総括し、さらなる物語を予感させる形でひとまず締めくくられたが、2024年現在も続編は制作されていない。

## ストーリー
現代の日本。法の網の目を潜り抜けて凶悪な犯罪を犯す巨悪が跳梁跋扈しており様々な問題が発生しているにもかかわらず、政府や警察は手をこまねいているだけであった。この状況を憂いたある警察庁幹部が、そのような巨悪を闇で断罪する特殊部隊を密かに結成した。その事実は警視庁にさえ知る者はなく、警察庁でも上層部のごく一部だけが知っていた。所属するエージェントたちは法的には存在しないとされる者や現職の警察庁職員たちで構成。死しても屍は内部で処理され、生きていた証すらもこの世に残すことはない。
その部隊の名は「K-13（ケー・じゅうさん）」。警察庁警備局局長の左文字外記の与えるミッションを部隊の指揮官たる警備局公安特殊課課長の御崎 蔵人が指令。ハッカーとして拘置所収監中の「ドブネズミ」こと木暮美佳子が情報処理や解析・改竄でバックアップ。実働エージェントのコードネーム「ミラージュ」が“処理”していた。そして、ミラージュの破壊工作による遺体や現場は「スモーク」こと姫島公平率いる公安部隊が綺麗に後始末し、「なにも起きていなかった」ことに仕立てていた。
ミラージュは各種センサーを内蔵した眼鏡とサプレッサー付きの拳銃、相棒であるAI搭載車両のロビンと共に隠密裏に犯罪者たちを処断していく。
そんな中、不動産で資産を集め、政財界や警察関係者とも繋がりを持つ裏社会の大物鯨岡憐次郎が事件への関与を疑われ、御崎にマークされる。一方、鯨岡も超法規的手段で犯罪者を消す謎の組織の存在に気付く。事件現場で処理活動している姫島を目撃した鯨岡は部下に命じて姫島を拉致。拷問して組織の全容を吐かせようとするが姫島は頑強に抵抗。姫島奪還に動いたミラージュは姫島を救出する。だが、姫島には情報漏洩の嫌疑がかけられる。
一方、御崎は鯨岡の“処理作戦”に出る。鯨岡はミラージュと御崎に追い詰められるが警視庁副総監のはからいで「一番安全な場所」に逃げ込む選択をする。つまりは警視庁に逮捕されて収監されてしまえば追って来られないし、刑務所内では簡単には消されない。鯨岡は虜囚の身で着々と反撃のプランを練るのであった。

## K-13の扱う事案
基本的には左文字の許に舞い込んだ問題事案の解決を目的とした命令によるが、御崎の進言により独自ミッションを発動することもある。それらは、日本国内の反社会勢力やテログループの殲滅、表沙汰にしたくない誘拐・監禁事件の解決、武器密輸の阻止と密売組織の壊滅、外交特権で手出しができない外国要人の暗殺など、多岐に渡る。つまり、警視庁や公安、外務省、海上保安庁などの手に余る事案を超法規的手段で解決し、「日本の国益と治安を守る」というのが組織の目的であり、至上命題となっている。諸外国に対する「示威」という狙いも含まれる一方、社会的影響力の多い人物（具体例としては鯨岡など）については、上層部の意向で「待った」がかかることもある。
解決後は表向き、「内輪揉めによる自滅」や「当該人物の失踪」という形で穏便に処理される。

## 登場人物

### 主要人物
ミラージュ / 森山 真一（もりやま しんいち）
演 - 桐山漣
K-13に所属する実働担当エージェント男性。かつて脳を損傷するほどの大事故に遭い落命しかけたが、常人を超えた戦闘能力に目ざめる。だが代償として感情や記憶を喪失している。他人との接触が苦手だと評されるほど基本的に寡黙で滅多に余計な会話をしない。任務に際しては「無言実行」とでも言うべき行動規範を持つ。
ミッションに際しては黒縁眼鏡にスーツというスタイル。眼鏡は暗視装置（ノクトビジョン）や屋内透視機能を備え、画像はリアルタイムで御崎に転送されるという高性能ツール。スーツは軽量化され、防弾機能を持つ。ネクタイをきちんと締めるのは苦手だが、ネクタイも隠し装備の一つ。
基本的には射撃戦闘を主な攻撃手段とし、サプレッサー付きの拳銃(SIG SAUER P226)で奇襲攻撃して対象を無力化するのが常套手段。だが、多人数相手の強襲戦闘の際は、例外的にM4カービンを使用した。射撃だけでなく近接戦闘にも長けておりメリケンサックを用いる。銃で武装した相手は死体にした後も盾替わりにしたり、銃を発射させたりと容赦なく利用する。他に“処理”対象以外を無力化するため二刀流のスタンロッド（電磁式警棒）も装備しておりこちらの扱いについても華麗。相手の武器を奪い取って自分の得物としたり、手近なものを即席の武器としたりと、トリッキーな戦法も多用する。現場への移動と帰還、対象追跡には相棒のロビンを利用する。
基本的に一匹狼で、誰に対してもクールで無愛想、会話すらまともにしようとしないが、鐘ヶ淵や非番時のロビンとだけは例外的に親しく接しており、常には見せないお茶目な一面ものぞかせる。拘置所内暴動事件（第12話）で再会した鯨岡からは「何の感情も持ち合わせていない」面が魅力的だと評され欲しがられる。しかし、第18話でスモークを斃した際の精神的ショックにより、元々持ち合わせていた記憶と感情が復元され始め、「当たり前の人間」へと立ち返りつつある。だがそれゆえに、「任務一途の殺人機械」から逸脱した彼を疎んだ左文字によって、第23話において、ドブネズミと共に捕獲・抹殺の対象とされ、昨日までの同僚に逆に狙われる立場となってしまう。ただし、抹殺対象でしかなかったドブネズミと違って、彼があくまで「捕獲」対象とされたのは、ひとえに、偶然によって発現した彼の超人的戦闘能力を研究し、その能力を持った彼のコピーの実用・量産化を欲した左文字の意向による。
行きつけの大衆食堂「かどや」では、決まってアジフライ定食（\650）を注文する。アジフライは尻尾から食べる。アジフライ定食を出してもらえない時は、何も食べずに帰ってくる（第12話）。
第24話終盤において、由比の手引きによって、自殺を装って台湾に潜伏していた鯨岡と再会した場面が描かれている。
第25話の鯨岡の話では、洗脳が出来ないままイスラエルに行ったと語られている。
ロビン
演 - 朴璐美（声）
鐘ヶ淵が完成させた超高性能AI搭載車両。自律運転機能が搭載されており、ミラージュの任務遂行にとって欠くことの出来ない相棒。
特殊防弾鋼板のボディを持ち（第6話で兵器使用禁止のレニウムが使われていることが判明）、自身が盾となってミラージュを守ることについては「むしろ名誉」と思っている節があり、修理を請け負う鐘ヶ淵を嘆かせている。ミラージュの代わりに、対象を撥ね飛ばし轢き潰して「処理」することもある。
ドブネズミからの情報をリアルタイムで受信する機能の他、不意の狙撃への対抗手段として、敵弾の弾道計算を行い狙撃手の位置を特定するなどレーダーのような機能や、スモークディスチャージャー（対狙撃用の煙幕噴射）など、鐘ヶ淵自慢の各種機能を備える。
左文字の言によれば、「次期警察制式車両のプロトタイプ」で、開発者の鐘ヶ淵と共に日本国警察の最高機密であり、警察の総力を挙げて死守すべき存在である、とのこと。
AIに性別があるかは不明だが「女性」らしい。鐘ヶ淵を「パパ」と呼ぶ。ミラージュを気遣う言動が多く、鐘ヶ淵がミラージュを叱ると庇ったり、鐘ヶ淵とはコントのようなやりとりを繰り広げるなどツッコミ機能も備える。ドブネズミとはミラージュをめぐって張り合うことも多い。第5話で登場した鐘ヶ淵のビデオ通話相手のイスラエルのAI研究チームの女性は「ママ」らしい。イスラエル製のロビンが日本に来たのは鐘ヶ淵曰く「ラッキー」。
いつもは主人公を「ミラージュ」と呼んでいるが、第8話以降にはガレージで「真ちゃん」と呼ぶようになる。
第24話において、ミラージュを追手から逃がすための無茶な機動が祟り、心臓部であるAIユニットを除くシステム全てに致命的損傷を負う。しかし、ミラージュに促され、彼と共に「生きる」道を選択、AIユニットを彼に委ねてシステムを停止した。
七尾まり恵
演 - 松本妃代（第5話 - ）
真一の行きつけの食堂「かどや」の店主の姪。美大生。
真一に密かに思いを寄せており、果敢にアタックをするがなかなか報われない。

### 警察庁と「K-13」
左文字 外記（さもんじ げき）
演 - 石丸謙二郎
警察庁警備局局長。K-13の創設者にして最高責任者。御崎・姫島とは別のセクションに属するキャリア組。
各省庁や政界にも太いコネクションを持つ。汚職に手を染めた政治家を援助するなど、清濁併せ持ち、独自の行動原理で「K-13」にミッションを与える。清いだけでは務まらないK-13の暗黒面を、まとめて一人で背負って立つ。
飄々とした性格で、真意のほどはなかなか窺わせない。また時々言動がオネエ化することがある。ミラージュやスモークは自分が発掘した人材だと述べており、組織の長として、人を見る目にも長けていることが窺い知れる。
しかし、回を追うごとに、普遍的な「正義」を貫いて闘うことでなく、内閣官房長官との癒着・立場を利用して他者の弱みを握りいいように操る・「警察権拡大法案」の完全な成立施行による自らの権力強化を図るなどなど、謀略を第一義とする行動が目立ち始め、「ミイラ取りがミイラへ」の故事をなぞるように悪の道へと堕落してゆく。
なんちゃってボニー&クライドの件では、「警察権拡大法案」＝中央警察庁設立という悲願成就のため、人道的措置より政治的判断を優先させた。
そして、第22話において、ついにそれがK-13メンバーの目の前で露骨に展開されるにおよび、この時点で、ミラージュ・ドブネズミからは完全に見限られた。第23話にて鯨岡の死亡を確認した上で、K-13の解散、およびミラージュの捕獲（の末の研究）、ドブネズミの刑務所への収監・その後の獄死を決定する。
第24話から半年後を描いた第25話では、中央警察庁の初代長官に就任し、辣腕を揮っている模様。同話での新里による、彼の身辺調査の結果は、「家族は母のみ。恋愛関係は男女問わず不明で結婚歴もない」とのことで、鯨岡が評して曰く「守るものがない男」。鯨岡からは金にも女にも靡かない『私利私欲の無い正義』を持つ彼だからこそ、現在の地位を築けた、とも評されており、なかなか真意の計り知れない人物である。
ED後のミニコーナーでは1つの犯罪行為について解説・抑止コメントを述べている。そのため次回予告は存在しない。内容としてはおおむねその回での事件と関連した犯罪が扱われるが、まったく無関係ということも多い。最終話である第25話のミニコーナーでは、「自分は悪人を利用しただけ」「あくまで市民ファースト」と自分にとっての正義を語って終わった。
御崎 蔵人（おんざき くらんど）
演 - 要潤
「K-13」指揮官。左文字からのミッションをミラージュたちに伝え、部隊を指揮する。
公家の末裔であり、古くから日本の治安維持を支えてきた一族に連なる者であり、普段は警察庁キャリアとして「警備局公安特殊課々長」という地位にある。階級は警視長。東京大学法学部を首席卒業しており、新里は彼の三期下の後輩にあたる（第25話）。
基本的に温情ある性格で、こうした任務に就くにしては非情になり切れない弱さを持つ。その部分を指して左文字や鯨岡に嘲笑されてもいるが、そうした彼の在り方を慕う部下も、また数多い。また性格的に生真面目で不正を好まず、汚職に手を染めた政治家と太いパイプを持とうとする左文字の思惑には不満を見せたこともある。また立場上は上司であっても先輩であるスモークに対しては、任務外では敬意を以て接している。
鯨岡をあと一歩という所まで追い詰めながら、左文字の横槍によって作戦を中止させられ、結果的に見逃したことを悔やんでいる。またこれによって、スモーク、ミラージュに続き、彼自身も鯨岡一味に面が割れ、命を狙われるようになってしまう。
第23話にて左文字の暴挙からドブネズミを守るため、「かどや」にて秘密裏にミラージュと接触。個人的指令として彼に、彼女の救出・保護を依頼した。
第24話で左文字の警護任務に就いた際、彼を襲撃してきたミラージュを、模擬弾を用いることで射殺に見せかけ、逃亡させた。しかしそれを左文字に見抜かれ、懲罰人事として、沖縄への左遷を命じられた。
第25話の新里からは「左文字に比べていまひとつ」「二つも三つも詰めが甘い」と辛口で評価されている。しかし鯨岡からは「根っこは左文字と同じ」、「扱いにくい分厄介」と評価されている。また、沖縄への異動は単なる左遷ではなく、国際情勢を踏まえた上での、左文字による思惑があると見られている。
ドブネズミ / 木暮 美佳子（こぐれ みかこ）
演 - 佐野ひなこ
K-13メンバー。ミラージュを始めとするK-13実働メンバーを、超人的なハッキングスキルを活かし、電子戦で間接的に支援するサポートメンバー。
数々のサイバー犯罪を起こした、その筋では伝説的な女性ハッカー。警察に逮捕されたものの、卓越したスキルをただ刑務所で腐らせるのは惜しい、と判断した人物（第23話にて、御崎その人と判明）の手によって超法規的措置を受け、現在は警視庁の特別室に隔離され、刑の執行と引き換えにK-13メンバーとしての任務を強制される身の上である。
情報の操作･収集、監視カメラのハッキングなどが得意。ロビンでの対象追跡を援護するためナビゲーションと信号機の操作を同時に行うなど、腕前は優秀の一語。ただし、第10話で登場した「ヘブンズ22」の施設のように、完全に電子機器が排除された場所では、ハッキングのしようがないためほとんど無力化されてしまう。そのため同話では、タイムラグのある人工衛星からの映像を頼りのサポート以外、全くと言っていいほど手出しができなかった。
外には出られない身だがそれ以外は特別待遇扱いを受けており、好物のスイーツを取り寄せてもらったり毎回様々なコスチュームに着替えて特別室のバーチャル映像で余暇を楽しむなど、彼女なりに監禁生活を謳歌している。
任務に対しての意欲は非常に低く、御崎からの指令に対しては必ず不満を口にするなど、やる気のなさを隠そうともしない。しかし、抹殺対象となる悪人や、それに対して無力である警察に対しての憤りをたびたび吐露するなど、ある程度の正義感は持っている模様。また、ミラージュだけでなくK-13メンバーにもそれなりに仲間意識をもっており、第6話でスモークの救出作戦への参加を御崎が指令しようとした際には、日ごろやる気を見せない彼女が、既に情報収集に着手しており、「スモークが体張ったもんね！」と彼を気遣う言葉を口にしながら、いつになく熱心に任務に取り組んでいた。第14話での彼の復帰の際も、笑顔で祝福の言葉を口にしている。
直接対面したことはないが、ミラージュの熱烈なファン。ロビンとは彼を巡ってのライバル関係にあり、ゆえに、彼女が女性人格を与えられ、かつミラージュとほぼ生死を共にしている仲である事を、羨ましがっている節も見える（第13話）。
ロビンの分析によると、御崎に対しては、日頃の態度とは裏腹に、反感こそ抱いてはいても好感を持っているらしい（第13話）。現在の境遇を指して「御崎に助けてもらった」と述べていることから、彼には少なからぬ恩義を感じているものと思われる（第21話）。
過去に周囲からいじめを受けており、本人の言によれば、これがサイバー犯罪者になったそもそもの原因だったとのこと（第21話）。そのため、同様の境遇にあった同話での処理対象・偽ボニー&クライドの2人に対しては終始同情を寄せており、最終的に彼らが「処理」された際には少なからずショックを受けていた。
第23話にて左文字の手から逃れるため、警察庁のパソコンにコンピューターウイルスを流し込み、K-13の監視システムを無効化。ミラージュの襲撃に焦った甲斐に移送される最中、誘導を無視しその場に留まったため、移送を諦めた甲斐に銃撃され負傷する。しばらくして駆けつけたミラージュに発見され、長年の夢であった「ミラージュにハグされる」を叶え、初めて自分が『ドブネズミ』であると伝えた。
第23話のラストでは、演出的にほぼドブネズミは死亡したように思われた。
しかし負傷したドブネズミをミラージュはロビンに乗せて必死にK-13から逃亡しており、ロビンの最後の一言は『ドブネズミ、やっとハグしてもらえましたね』であり、ドブネズミの死亡を完全に確定させるものでもなかった。
よって、ミラージュが彼女をどこかに搬送したのか、もしくは遺体をどこかに埋葬したのかなど、それ以降の消息は詳しく描かれていない。
スモーク / 姫島 公平（ひめじま こうへい）
演 - 駿河太郎
K-13のリーダー。公安特殊課員の二足の草鞋で活動している。公安での階級は警視。表裏双方で、階級に違わぬ実績・実力を伴ったエリート。
基本はミラージュが始末した死体の回収や証拠隠滅を行うチームを率いているが、突入先の敵の人数が多いなどでミラージュ単独では突入が不可能な場合は部下を率いてサポートする。ミラージュの加入前は主に彼が中心となって任務を遂行していた。拉致・拷問された際に鯨岡にその点を突かれており、入院している現在もそれを思い出して煩悶している。
格闘技全般に長けており、特に柔道の実力は警察随一、御崎でも敵わないほど。
5、6話で重傷を負った影響で入院中。苛酷な拷問を受けた後、失血死を覚悟していたがライバルであるミラージュに「救出された」ことで葛藤に苦しむ。
鯨岡に拉致された際に情報漏洩の疑いをかけられ、査問委員会の設置の準備が進められ、8話で日程が決定、9話で取り調べが実施されたが、結果、更迭は見送られた。しかし、その後も完全には信用されず、24時間常に監視対象とされており、厳しい立場に立たされている。
御崎自身は、個人的感情も含め、人間として信用に値する先輩である、と同時に、任務に忠実でプロ意識の高い彼を、頼りがいのある戦力として極めて高く評価しており、職務への完全復帰を望んでいる。しかし本人は、拉致され拷問を受けたこと自体を「自身の失態」と認識しており、自身のプロ意識から御崎の期待とは逆に、辞職を望んでいた。しかし第14話にて疑惑が晴れ、K-13に復帰を果たす。
前述した鯨岡とのこともあり、ミラージュとの間を詮索されることも多いが、鐘ヶ淵に言わせれば、「あの二人はちゃんと通じ合っている」とのこと（第13話）。ロビンも同意見で、曰く「ミラージュとの相性が一番良いのは彼」と述べている（第14話）。実際、必要最小限とは言え、まがりなりにも彼とはミラージュもまともな会話をしている。
第18話にて、職務復帰に際しての名誉挽回の機会、として、暗殺予告を出された官房長官・瀬崎の警護任務に就くものの、鯨岡の催眠に操られて暴走。瀬崎暗殺、に見せかけた左文字暗殺を実行、彼を拳銃で銃撃してしまう。御崎の必死のガードによって、暗殺自体は阻止されたものの、顔に泥を塗られた上に命まで狙われて激怒した左文字に、K-13の抹殺対象とされ、ミラージュを刺客に差し向けられる。逃亡を断念した彼はミラージュとの一対一での決闘を希望。「特殊訓練を受けた思い出の場所」である、とある廃ビル内での死闘を展開するも、自分が即席の武器として使用したガラス片で、逆に刺されて死亡した。
サンダー / 武藤 遼介（むとう りょうすけ）
演 - 久保田悠来（第7話 - ）
負傷したスモークの後任として部隊を指揮するエージェント。
初めてミラージュと対峙したときは自己紹介と共に握手を求め、「今回も派手に殺したな」などと声をかけている。
第22話でミラージュが拘束したただのテロ予告犯をテロ実行犯として処理。警察権拡大法案への世論を操作したかった左文字の命令を忠実に果たした。
第23話にて、左文字がK-13の解散・ミラージュの捕獲を決定した後は、自らK-13の残存部隊を率い、ミラージュの捕獲作戦を実行する。
第24話では左文字に「（ミラージュから左文字を）命を賭して守る」と誓う。しかしなぜ彼がそこまで左文字に忠誠を尽くしているのか、劇中では描かれずに終わった。
甲斐 和司（かい かずし）
演 - 鈴木拓
ドブネズミ担当の監視役だが彼女に心酔している。ドブネズミがネットで取り寄せた食べ物が届いた時に報告としてバーチャル映像越しに現れる。おこぼれに与ることも多い。
第23話にて、ドブネズミを救出しようと侵入して来たミラージュより先にドブネズミを移送しようとしていたが、ミラージュの気配を感じその場に留まろうとする彼女を背後から撃ち抜き、致命傷を負わせる。しかし、まもなく駆けつけたミラージュとの銃撃戦にて、あっけなく死亡。
鐘ヶ淵 豊（かねがふち ゆたか）
演 - 萩原聖人
ロビンならびにミラージュが携行する装備開発担当。元自衛隊隊員（第13話でのロビンの口述による。詳細は不明）。
ミラージュもとい真一にとっては兄貴分のようなポジションで、「豊さん」と呼ばれている。
非番の際のロビンや鐘ヶ淵は主に「鐘ヶ淵整備工場」の奥に隠されたガレージ内にいる。定食屋に行く以外には、ほとんど私生活がない真一もガレージにいることが多い。
真一が任務遂行でロビンを壊したり、折角の高性能装備を携行しないことがあるためその度に口煩く叱っている。新型防弾スーツの実用実験のためにいきなり真一を銃で撃つなどやることは過激。
AIの分野では世界的な権威であり相当優秀な頭脳を持った科学者だが、趣味と趣向は俗物そのものでロビンからは度々ツッコミを受けている。
右足を悪くしているのか右足全体に補装具をつけている。これは過去に、第14話に登場したイスラエル時代の同僚・チョウに、研究成果を強奪された際に受けた拷問の後遺症。
趣味は発明。好きなものはリンゴ。病院嫌いの医者嫌い、注射はもっと嫌いで、半殺しにされてすら病院行きを嫌がり駄々をこねるほど（第14話）。
永井佳澄
演 - 柳生みゆ
警察庁公安特殊課課長補佐役。課の紅一点。
第24話では、元K-13メンバーとともに、左文字を襲撃してきたミラージュと果敢に対峙する。
K13職員
演 - 吉村啓史、高橋英人、小坂竜士、大島祐也、九内健太、小橋秀行、錦織聡、桜井孝望、吉澤哲也、竹田貴士、篠田果歩、谷崎香織、永友イサム（第6話）、稲留正樹（第6話）、小西主馬（第17話）、佐藤修二（第17話）、沼波黛輝（第17話）、松谷聡達（第17話）

入江、松島
演 - 佐々木仁、日向丈（いずれも第2話・第3話・第5話・第23話・第24話）
公安特殊課課員。
公安特殊課課員
演 - 古河耕史、竹田哲朗、平隆人、山本啓之、小川智弘

### 鯨岡とその一味
鯨岡 憐次郎（くじらおか れんじろう）
演 - 武田真治
六本木を始めとした都心部の不動産を手練手管で次々と自分の資産に収めてきた男。その有り余る財産を裏社会に流し、凶悪犯罪を誘発させている。ただしその事実を知る者はほとんどおらず、自ら手を汚すことはない。政財界や裏社会など人脈がとても広く手が出しにくい存在で、証拠も出ていないため「真っ黒で真っ白」な状態である。
普段は自室でクラシック音楽を聞くことを好んでおり、鼻歌を歌ったり指揮者のようにタクトを振るような仕草をよく見せている。またサプリメントも含めたミックスジュースを自作して愛飲。果物・野菜だけでなく生肉まで放り込むなどしており、勧められた新里が嫌々口にして顔をしかめるなど、栄養はともかく味の方は「最悪」の模様。しかし最終話に登場した紹興酒入り鯨岡スペシャル（色は墨汁並みの黒さ）は新里のお気に召した模様。
自分が誘発した犯罪の不自然な収束に何らかの動きを察知し、それを明らかにするためにあらゆる手段を講じる。
刑務所に収監されると、自分以外の囚人や看守に徐々に働きかけ何かを企んでいる。
人の行動を思い通りに操る催眠術のような能力を隠し持つ。
これは事前に彼本人が対象の人物に耳打ちして何事かを「囁く」ことで、相手に「術を植え付け」、彼が愛聴しているオペラ曲『復讐の炎は地獄のように我が心に燃え』（本作品のエンディングテーマ）を聴かせることをトリガーとし、突発的な暴力行為に至らしめるというもの。
ただし、「同曲を聴かせること（のみ）がトリガー」と、敵に思わせること自体が一種の偽装であり、「音声透かし」に隠された、彼自身の声紋による命令を聴かせることこそが、実は真のトリガーとなっている。このため、単に対象に同曲を聴かせるだけでは、トリガーを看破することはできない。ゆえに、第14話でのスモークの最終審問の際、警察はこれを看破できず、第18話での彼の暴走を止めることができなかった。
第22話にて何者かの洗脳・催眠を受けた看守に『復讐の炎は地獄のように我が心に燃え』を聞かされた後、独房内で首を吊り死亡しているのを発見されるが、第24話終盤で自殺を装って台湾に潜伏していたことが判明する。
最終回では由比の他に会長を愛してやまない「フランシーヌ」という刺客の存在が語られている。鯨岡は一度投入を考えたようだが「あれはヤバすぎる」らしく、投入は見送られた。
新里 美乃（しんざと よしの）
演 - 田中えみ
鯨岡の秘書。弁護士資格を持つ頭脳明晰で理知的な女性で、鯨岡にも忠実に従う。警察との対立も辞さない鯨岡の思惑には驚きを見せた。鯨岡の命令に従い身を隠している。第11話より本格的に再始動。御崎に彼の経歴やK-13の組織を把握していることを警句として伝え、鯨岡の安全を確保する。
鯨岡の催眠術のような能力の発現もサポートしており、対象の人物にオペラ曲（上述）を聴かせる役目を担うこともある。
第23話の御崎の台詞によると、鯨岡の自殺を受けて、いち早く上海に逃亡したとのこと。
上海、バンコクで尾行が離れるのを待ち、アムステルダム経由で最終話でついに鯨岡が潜伏する台湾へ合流した。
途中バンコクで鯨岡が死んだと思い込み、半狂乱になったフランシーヌに殺されかけたらしい。鯨岡が生存している事実は隠したまま無事合流できた。
フランシーヌを投入しなかった鯨岡の判断を「賢明」だと称した。実際に投入されていれば死体の山がで出来ていたとのこと。
桜丘 由比（さくらおか ゆい）
演 - 祐真キキ（第4話 - ）
鯨岡の刺客。ナイフの名手。
残忍な性格をしており、笑いながら拷問や殺人を平然と行う女性だが、鯨岡に対しては従順。本人曰く「暴力もセックスも一瞬で終わるのは嫌」。鯨岡に敵対する人物を捉えた際は嬉々として拷問を担当する。
8話に登場した殺し屋の篠原結弦を気に入り、武器をいろいろ見せたり提供するなど目をかけていた。ユヅルが唯一指示を聞く相棒の羽生健介が感心するほどユヅルも由比に懐いていた。ハブに取り付けたペン型カメラによって彼の最期を見ると落ち込む様子を見せた。
第22話において、ミラージュに毒を盛った上で、解毒剤を餌にした一対一の決闘を申し込み、日本刀による激しい斬り合いを繰り広げた末に、敗北。しかしミラージュには、「あいつも駒に過ぎない」ということで手にかけるまでもない、加えて「任務じゃない」という理由で、とどめを刺されることなくその場に捨て置かれた。
骸骨
演 - 中村靖日（第4話・第9話・第19話・第20話）
鯨岡の刺客の一人。
海外で開発された特殊なメイクツールによって自らの顔を自在に変え、あらゆる人間に化けることが可能。K-13の存在を調べる鯨岡の意志に従い、警視庁の職員や幹部を殺害して成り変わり、警視庁内部に潜入している。
ペリカン
演 - 吉田興平（第5話・第7話）、東康仁（第5話・第7話）、倉田醍樹（第5話・第7話）、藤井祐伍（第5話）、沼波黛輝（第20話）、大石瑞記（第20話）、三木一輝（第20話）、梶聡志（第20話）、小西主馬（第20話）
鯨岡の一味。姫島の拉致、鯨岡の拘置所からの脱走（表面上は未遂）に関与した。
第25話にて鯨岡から、骸骨と並び称されており、かなりの実力者集団。
スネイク
演 - 木原勝利（第4話）
鯨岡がミラージュに放った最初の刺客。
夢歌
演 - 春花（第12話・第15話）
もう一人の天才ハッカー。
鯨岡の画策した拘置所内暴動事件の際、K-13の掌握した防犯カメラ映像をハッキングし、鯨岡一味に加担した。本人曰く「あれはただのバイト」らしい。
後にドブネズミに挑戦するために、ロビンのシステムをハッキングすることに成功した。

### ゲスト

#### 第1話 - 第10話
第1話
- 麻宮志津子 - 椿かおり（第22話）
- 倉橋悠斗 - 山根和馬（第3話・第9話・第22話）
- 宮城隆広 - 山口航太
- 男性職員 - 湯田宗登
- 女性職員 - 幸咲茉歩
- 襲撃犯 - 石田亮介、矢島一憲、内ケ崎ツトム、谷本峰、佐藤健司
- ウォーキング中の女性 - 佐谷戸ミナ
- 正木義男 - 野村宏伸（第22話）

第2話
- デイルズ - Faisal
- ハルマン - Benson
- デイルズの運転手 - Eklavya Sharma
- デイルズの声 - 金丸淳一
- ハルマンの声 - 利根健太朗
- ナビの声 - サイモンネリ絵里子
- 楊 - 金波
- 楊の秘書 - 王健軍
- 殺害された女性 - 咲坂花恋、里美まゆ

第3話
- 伊達泰志 - 榊英雄
- 本郷 - 平沼紀久
- 伊達組幹部 - 軍司眞人、後藤剛範
- 伊達組組員 - 児玉拓郎、鈴木孝之
- 本郷の配下 - 河合寛之、芳野裕太、平河司
- ヒットマン - 浜田優和、成田マイケル理希、矢島一憲、遊木康剛
- ヒットマン運転手 - 木村裕太
- 女性従業員 - 水澤亜子、芹沢愛美
- マル暴刑事 - 荒井泉、植勝正
- 黒服 - 倉田晴信、折笠慎也
- ニュースの声 - 淵澤由樹
- DJ - DJ裏口入学

第4話
- 青木参事官 - 信太昌之（第6話・第19話）
- 宮田順 - 犬づかまさお
- 石戸浩二郎 - 新貝文規
- 女性警官 - 村田唯

第5話
- 不動産ブローカー - 久場雄太
- 用心棒 - 篠原功
- イスラエルの技術者 / ママ - Mery（第15話）
- 松坂雄一 - 松田ぴろし（第8話・第11話・第14話・第20話・第23話）
- 浅香弥生 - 阿南敦子（第8話・第11話・第14話・第20話・第23話）

第6話
- 竹藤秀浩 - 吉成浩一（第9話・第10話・第16話・第18話・第19話）
- 根元亨 - 林和義（第14話）
- スナイパー - 中谷直樹
- 警視庁捜査二課課長 - 佐藤旭
- 瀬島篤 - 螢雪次朗（第9話・第16話・第18話・第19話・第21話 - 第24話）

第7話
- 泉澤繁 - しおつかこうへい（第11話・第12話）
- ハブ / 羽生健介 - 髙橋洋（第8話・第9話）
- 吉川 - 山中アラタ（第8話・第11話・第12話）
- 川口 - 岡部尚（第11話・第12話）
- 木崎 - 飯田芳（第11話）
- 看守 - 河野マサユキ（第8話・第9話・第11話）、水野篤史（第8話・第9話・第11話・第12話）、鈴木祐真（第8話・第9話・第11話・第12話）
- 同房未決囚 - 関戸文亮、前川和也（いずれも第8話・第9話・第11話）
- 死刑囚 - 中島朋人、荒巻信紀、今井英二、朝日隆之（いずれも第11話・第12話）
- 凶悪犯 - 森里一大（第8話・第9話・第11話・第12話）、野口翔生（第11話・第12話）、高柳佑太（第8話・第9話・第11話・第12話）
- 古参の未決囚 - 光宣（第8話）
- 水島賢二 - 天川真澄
- イワン - Sergey Kuvaev
- ザルゲフ - ANTONIO ANGELOV
- ボディーガード - Tyoma Sekine
- 水島の配下 - 高橋史門
- 水島の女 - 仁科あい
- 水島の運転手 - 西田大佑
- 見張り番 - 酒井千寿、石川尋一
- 渡部の息子 - 国井煌
- 渡部の妻 - 高尾祥子
- 渡部一明 - 松角洋平

第8話
- 同房未決囚 - 野中隆光、三浦景虎、小栗わたる（いずれも第9話 - 第12話）
- 園田美月 - 手塚真生
- NOBODY幹部 - 江戸田健司、三田尚人、Andy、星陽太、瑞乃サリー
- アレクセイ・ペリエフ - Sergii Ivanov
- アレクセイの配下 - ALEXANDER CLEMMENS、Victor G
- かどやの客 - 金子岳憲、谷川昭一朗
- ワイドショーの司会 - 森本のぶ
- コメンテーター - 田上ひろし、根口昌明
- Tシャツの女性 - 高山沙織、師井優衣
- Tシャツの老婆 - 一丞ハルミ
- 群衆の女子高生 - 小西藍令
- 群衆のサラリーマン - 小池一人
- ラジオアナウンサー（声） - 前田真里

第9話
- ユヅル / 篠原結弦 - 白洲迅
- 林靖治（警察庁長官） - 小川聡
- 情報屋 - 神保良

第10話
- 岩崎美和 - 間宮夕貴
- 如月京介 - 龍坐
- 岩崎真三郎 - カゴシマジロー
- 守谷 - 田村英樹
- 弥生太郎 - 吉田カルロス
- 卯月象二郎 - 前田智光
- 皐月輝明 - 古川博巳
- 文月織子 - 小池絵美子
- 葉月正宗 - 中村隆天
- 教団信者 - 小川裕輔、美濃部龍、吉岡奈々子、初芽里奈、南瀬奈、大崎静子
- 女体盛りの信者 - 木崎レナ
- 教団勧誘ビデオの子供 - 浜中未希
- 信者の子供 - 小松愛斗
- ジャスティス光岡 - 石川直生

#### 第11話 - 第20話
第11話
- 谷垣 - 岡本良史（第12話）
- 梶原 - 伊藤慶徳（第12話）
- 橋本 - 高野春樹

第12話
- 原田 - 篠塚勝
- 原田の子分 - 平山亨、吉澤尚吾
- 原田の孫 - 片山和奏（写真）

第14話
- 検査官 - 佐藤佑哉
- チョウ - テイ龍進
- ウェン - 水間ロン
- シュウ - 石田佳央

第15話
- イスラエルの技術者 - Lereau Roch
- 犬居 - 仁科貴（第17話・第19話・第22話）

第16話
- 飯島健 - 加藤虎ノ介
- 横山翔一 - 室谷翔平
- 山川健夫 - 野村信次
- 千葉恵美 - 纐纈羅紗
- 山川賢一 - 川口和空
- 家出少女 - 小泉茜
- 恵美吹替 - 初芽里奈
- 窪田 - 入田望
- 飯島妙子 - 田島令子

第17話
- 守口拓真 - 岩永ジョーイ
- 角田守 - 植田茂
- 荒川真由子 - 鵜飼真帆
- 秘書 - 向井康人、杉江隆行、剱持悠
- 生田杜夫 - 岡部たかし
- 志和京子 - 黒木映莉花
- 事務員 - 森レイ子
- 女性リポーター - 栗林さみ
- 男性リポーター - 今野祐輔
- 子供 - 大塚隼人

第18話
- 手話通訳 - 白鳥幸恵
- 司会進行 - 久保田杏里
- 猫田 - 福田望（第19話・第20話）

第19話
- 看守 - 本田秀和（第20話）、由輝（第20話）、折居志信（第20話）、高尾悠希、吉野健夫
- 看護師 - 田畑亜弥
- 鯨岡吹替 - 米田貴史（第20話）

第20話
- 掃除夫 - 帆足健志
- 野間口園子 - 山口紗弥加

#### 第21話 - 第25話
第21話
- 冨樫舞 - 松本穂香（第22話）
- 菊池歩 - 福山康平（第22話）
- 猪殺しの哲 - 西明彦
- 長ドスの政 - 大石将史
- 組長 - ジジ・ぶぅ
- 暴力団員 - 朝香賢徹、清野賢、猪飼公一、玉代勢圭司、山下徳久、比佐仁、垣内健吾、梶泰三、寺沢了、下里秀永、真喜志一星、渡部龍平、馬庭良介、中澤功、小川慶永、市川さいち、稲留正樹、川本直弘、久保誠弥、羽田将大、湯口清隆、塩原孝信、高橋知生、二見久信、丸太優
- 石橋錦 - 小木茂光（第22話・第23話）
- オレオレ詐欺集団 - 窪田将治、鈴木大裕、福田周平、松川千紘
- 募金中学生 - 村澤奏羽、横山陽紀、滝田妃愛、山下もみじ、和田恵李紗
- 高校生 - 畠田奏誠、大野泰治、白石拳大、平良李子、赤塚俊子、福田茉耶
- 森本のぶ - 本人
- 栗原弁護士 - 松浦笑美
- コメンテーター花岡 - 根口昌明

第22話
- 尾形匠 - 裵ジョンミョン
- 記者 - 正木佐和、スチール哲平、下尾悠馬
- 秘書 - 小野田せっかく、朝霧靖子、太田正孝
- 議員 - 射場みのる、猫田直、落合秀人
- キャスター - 吉家章人

第24話
- ウェイトレス - 山崎愛香
- ニュースキャスター - 前田真里
- 客 - Shaban H Tussy、Nana B
- 左文字吹替 - 馬場敏尋、植村よしじ
- 武藤吹替 - 下尾悠馬

第25話
- 小林涼子

## スタッフ
- 原作 - 広井王子
- 監督 - 山口雄大、渋谷和行、辻󠄀本貴則、原桂之介、金子功、伊野部陽平
- 脚本 - 江良至、鴨義信、保坂大輔
- 音楽 - 栗山善親、寺田志保
- 音楽プロデューサー - 井上俊次、岩下由希恵
- 選曲 - 浅梨なおこ、大保達哉
- 警察監修 - 石坂隆
- ハッキング監修 - サイバーディフェンス研究所
- 特殊メイク - 百武朋
- キャスティング - 山口正志
- スタント&アクション - ユーデンフレームワークス
  - アクション監督 - 園村健介
  - アクションコーディネーター - 稲留正樹、川本直弘
- カースタント - SEALS（高橋昌志）
- 操演 - スプリーム・エフェクト（宇田川幸夫、高見澤利光）
- ガンエフェクト - BIGSHOT（納富貴久男、田渕寿雄）
- VFX・CG - スタジオ・バックホーン、イマージュ
- スタジオ - 東映東京撮影所
- エグゼクティブプロデューサー - 二宮清隆
- 製作プロデューサー - 吉田健太郎、梅村尚孝
- 制作プロデューサー - 武井哲、平田光一
- ラインプロデューサー - 小坂正人、内山亮
- 制作 - 東北新社、オムニバス・ジャパン
- 製作委員会メンバー - 東北新社、サンセイアールアンドディ

## 音楽
オープニングテーマ曲「CODE NAME：M」
作曲・編曲 - 栗山善親、寺田志保
エンディングテーマ「歌劇『魔笛』K.620より『復讐の炎は地獄のように我が心に燃え（夜の女王のアリア）』」
作曲 - Wolfgang amadeus mozart / 作詞 - Emanuel Schikaneder / 編曲 - 栗山善親、寺田志保 / 歌 - 東中千佳

## 放送日程
| 放送回     | 放送日   | サブタイトル | 脚本     | 監督       |
| ---------- | -------- | ------------ | -------- | ---------- |
| Episode 01 | 04月08日 | 始まル       | 江良至   | 山口雄大   |
| Episode 02 | 04月15日 | 疾ル         | 江良至   | 山口雄大   |
| Episode 03 | 04月22日 | 踊ル         | 江良至   | 山口雄大   |
| Episode 04 | 04月29日 | 化けル       | 鴨義信   | 山口雄大   |
| Episode 05 | 05月06日 | 捕まル       | 鴨義信   | 渋谷和行   |
| Episode 06 | 05月13日 | 捕えル       | 鴨義信   | 渋谷和行   |
| Episode 07 | 05月20日 | 信じル       | 江良至   | 渋谷和行   |
| Episode 08 | 05月27日 | 散ル         | 保坂大輔 | 渋谷和行   |
| Episode 09 | 06月03日 | 食べル       | 鴨義信   | 原桂之介   |
| Episode 10 | 06月10日 | 崇めル       | 保坂大輔 | 原桂之介   |
| Episode 11 | 06月17日 | 嵌めル       | 江良至   | 辻󠄀本貴則   |
| Episode 12 | 06月24日 | 妨げル       | 江良至   | 辻󠄀本貴則   |
| Episode 13 | 07月01日 | 語ル         | 江良至   | 辻󠄀本貴則   |
| Episode 14 | 07月08日 | 護ル         | 鴨義信   | 辻󠄀本貴則   |
| Episode 15 | 07月15日 | 対すル       | 保坂大輔 | 金子功     |
| Episode 16 | 07月22日 | 止めル       | 保坂大輔 | 金子功     |
| Episode 17 | 07月29日 | 酬いル       | 保坂大輔 | 伊野部陽平 |
| Episode 18 | 08月05日 | 醒めル       | 鴨義信   | 辻󠄀本貴則   |
| Episode 19 | 08月12日 | 解すル       | 鴨義信   | 辻󠄀本貴則   |
| Episode 20 | 08月19日 | 乱れル       | 鴨義信   | 辻󠄀本貴則   |
| Episode 21 | 08月26日 | 揺れル       | 江良至   | 山口雄大   |
| Episode 22 | 09月02日 | 壊れル       | 江良至   | 山口雄大   |
| Episode 23 | 09月09日 | 抱かれル     | 江良至   | 山口雄大   |
| Episode 24 | 09月16日 | 別れル       | 江良至   | 山口雄大   |
| Episode 25 | 09月23日 | また始まル   |          | 金子功     |

## 放送局・配信
| 放送地域       | 放送局           | 放送期間                | 放送日時                     | 系列           | 備考       |
| -------------- | ---------------- | ----------------------- | ---------------------------- | -------------- | ---------- |
| 関東広域圏     | テレビ東京       | 2017年4月8日 - 9月23日  | 土曜 1:23 - 1:53（金曜深夜） | テレビ東京系列 | 基準局     |
| 北海道         | テレビ北海道     | 2017年4月8日 - 9月23日  | 土曜 1:23 - 1:53（金曜深夜） | テレビ東京系列 | 同時ネット |
| 岡山県・香川県 | テレビせとうち   | 2017年4月8日 - 9月23日  | 土曜 1:53 - 2:23（金曜深夜） | テレビ東京系列 |            |
| 愛知県         | テレビ愛知       | 2017年4月8日 - 9月23日  | 土曜 2:05 - 2:35（金曜深夜） | テレビ東京系列 |            |
| 大阪府         | テレビ大阪       | 2017年4月8日 - 9月23日  | 土曜 2:10 - 2:40（金曜深夜） | テレビ東京系列 |            |
| 福岡県         | TVQ九州放送      | 2017年4月9日 - 9月24日  | 日曜 1:55 - 2:25（土曜深夜） | テレビ東京系列 |            |
| 日本全域       | スターチャンネル | 2017年4月14日 - 9月29日 | 金曜 20:15 - 20:45           | BS放送         | 無料放送   |
| 日本全域       | ファミリー劇場   | 2017年4月16日 - 10月1日 | 日曜 23:50 - 翌0:20          | CSチャンネル   |            |

配信はバンダイチャンネル・ニコニコチャンネルなどで、放送と同時期に随時配信された。